# Fokolarbewegung
Die Fokolarbewegung (offizieller deutscher Name Werk Mariens) ist eine 1943 von der damals 23-jährigen Chiara Lubich in Trient (Italien) gegründete katholische Geistliche Gemeinschaft. Die Fokolarbewegung zählt weltweit ca. 140.000 offizielle Mitglieder in 182 Ländern; etwa zwei Millionen Menschen stehen mit ihr in lockerem Kontakt oder unterstützen einzelne Projekte. Der Name (italienisch focolare, auf Deutsch eigentlich „Heim“; italienisch focoli „Herd“ bezeichnet die Feuerstelle der früheren Bauernhäuser in den italienischen Bergdörfern als Versammlungsstätte der Familie) soll auf die Wärme und Geborgenheit einer Familie hinweisen.

## Ursprung und Entwicklung
Die Fokolarbewegung gehört zu den neueren geistlichen Gemeinschaften und Bewegungen christlichen Ursprungs. In der Nähe Roms entstand im Jahre 1960 das internationale Begegnungszentrum in Rocca di Papa, wo Chiara Lubich bis zu ihrem Tode ihren Wohnsitz hatte. Als neues internationales Begegnungszentrum wurde in den 1980er Jahren die frühere Audienzhalle in Castel Gandolfo umgebaut. 1962 wurde die Bewegung von der katholischen Kirche unter Papst Johannes XXIII. approbiert. Seit 1987 ist die Fokolarbewegung mit ihrer gesellschaftspolitisch orientierten Organisation „New Humanity“ als Nichtregierungsorganisation bei den Vereinten Nationen (UNO) akkreditiert. 1991 entstand die Initiative Wirtschaft in Gemeinschaft, der sich weltweit inzwischen etwa 700 kleine und mittelständische Betriebe angeschlossen haben. Im Forum Politik und Geschwisterlichkeit bietet sich Politikern und politisch Interessierten die Möglichkeit, über gemeinsame Werte und Ziele ins Gespräch zu kommen und den Geist der Geschwisterlichkeit auf politischer Ebene in die Praxis umzusetzen.
Die älteste von heute weltweit 35 Siedlungen ist Loppiano (seit 1964) südlich von Florenz. Dort betreibt die Bewegung auch verschiedene Betriebe und eine Begegnungsstätte. In Loppiano werden verschiedene Schulungskurse angeboten für Jugendliche, Familien, Priester und Ordensleute und für diejenigen, die den Fokolargemeinschaften beitreten möchten, die zweijährige Grundausbildung. Weltweit unterhält die Bewegung 63 Tagungszentren. Sie gibt eine eigene Zeitschrift Neue Stadt in 37 nationalen Ausgaben weltweit heraus und unterhält dazu 25 Verlage (alle Angaben: Stand 2009).

### Gruppeninterner Sprachgebrauch
Die jährlichen Sommertreffen werden „Mariapoli“ (Stadt von Maria) genannt, die Bildungshäuser „Mariapolizentrum“.
Unter „Gen“ sind die verschiedenen Jugendgruppierungen zusammengefasst, beispielsweise die Musikgruppen Gen Rosso und Gen Verde. Der Name ist eine Abkürzung der italienischen Bezeichnung generazione nuova („neue Generation“).
Ein Schlüsselbegriff ist „Jesus in der Mitte“ (oder „Jesus unter uns“). Er bezieht sich auf die Verheißung im Matthäusevangelium (Mt 18,20 ) und meint die Gegenwart Jesu unter Menschen, die in seinem Namen, d. h. in der Liebe nach seinem Maß, beisammen sind. Ein anderer wichtiger Begriff ist „Jesus der Verlassene“, nach der Aussage Jesu am Kreuz (Mt 27,46 ).
Mit „Spiritualität der Einheit“ ist die fokolar-spezifische Spiritualität gemeint, die eine gemeinschaftliche Komponente hat und auf die Gegenwart von „Jesus in der Mitte“ baut.

## Spiritualität
Ihre Spiritualität hebt in besonderer Weise die Bedeutung der Liebe zum Nächsten und zu Gott hervor. Ein Schlüsselwort ihrer geistlichen Grundlinien ist der Begriff „Einheit“, entnommen aus dem Gebet Jesu vor seinem Tod Alle sollen eins sein (Joh 17,20 ). Daraus begründet sich auch der besondere Einsatz für Ökumene und den Dialog unter den Religionen sowie mit nicht religiösen Weltanschauungen. Charakteristisch für die Fokolare ist ihr Engagement als Christen in Gesellschaft, Politik und Wirtschaft.
Zum Spannungsfeld zwischen dem ökumenischen Bewusstsein und der Marienverehrung in der katholischen Kirche zitiert die Pressesprecherin der Fokolarbewegung in Deutschland, Andrea Fleming, eine Begebenheit aus dem Leben von Chiara Lubich:

„Maria hat in der Spiritualität der Fokolarbewegung einen ganz wichtigen Platz, gehört somit auch zu den Kernpunkten, also den Kernsäulen der Spiritualität… Chiara Lubich erzählte immer von einer ganz besonderen Begebenheit, wo sie an einem bestimmten Punkt die Frage in sich spürte: ‚Gott, warum hast Du durch die Eucharistie die Möglichkeit gefunden, an allen Punkten der Erde gegenwärtig zu sein… und hast nicht die Chance gefunden, uns auch Deine Mutter zu lassen, die uns doch ’ne Hilfe gewesen wäre…‘, und dann ganz klar in sich gespürt hat…: ‚Ich hab sie nicht gelassen,… weil ich sie in Euch wiederfinden möchte. Ihr könnt Maria sein, indem Ihr mich der Welt schenkt‘. Und dieses Bewusstsein … ist unsere spezifische Art der Beziehung zu Maria… Jesus der Welt schenken und damit unseren Teil [tun].“

## Struktur
Die Fokolarbewegung hat im Lauf der Jahre ein sehr vielfältiges Gesicht mit einer differenzierten Struktur bekommen. Man könnte sie auch eine Bewegung von Bewegungen und Gruppen nennen. Das stärkste Element ihres Zusammenhalts liegt in der Spiritualität.

### Aufbau
Die Fokolarbewegung besteht aus 18 Gruppierungen, die sich in Sektionen, Zweige und Bewegungen gliedern und in denen Kinder, Jugendliche, Erwachsene, Familien, Priester, Ordensleute und auch Bischöfe ihre spezifische Beheimatung und Aufgabe finden. Es gibt stark unterschiedliche Formen von Verbindlichkeit. Sie reicht von einer Bindung in Form von Gelübden bis dahin, dass man einzelne Grundsätze oder Ziele der Bewegung teilt und Projekte mitträgt.
Die territorialen Gliederungen heißen „Zonen“. Eine Zone umfasst seit einer Strukturreform nach der Generalversammlung 2014 mehrere Staaten (z. B. Westeuropa, Osteuropa, DACH, Nordamerika),

### Mitgliedschaft
Den im Jahr 2007 vom Vatikan approbierten Statutenänderungen zufolge können der Fokolarbewegung Menschen aus unterschiedlichen Konfessionen, Religionen und auch nichtreligiösen Weltanschauungen angehören – und dies auch im innersten Kreis. Tatsächlich gibt es orthodoxe, evangelische und anglikanische Christen auch in jenen Gemeinschaften, die sich zu einem Leben nach den „evangelischen Räten“ verpflichten. Mittlerweile gibt es auch schon erste Buddhisten und Muslime, die ebenfalls in solchen Gemeinschaften leben, auch wenn es da in der konkreten Ausprägung noch eine gewisse Suchbewegung geben mag. In Algerien beispielsweise besteht die Fokolarbewegung zu über 90 % aus Muslimen.

### Leitungsorgane
Die oberste Instanz ist die Generalversammlung, die normalerweise alle sechs Jahre zusammentritt. Sie wählt die zentralen Leitungsorgane und diskutiert bzw. beschließt allfällige Statutenänderungen, die in der Folge dem Vatikan zur Approbation vorgelegt werden. Im Umfeld der Generalversammlung finden auch in einzelnen Untergliederungen Wahlen statt.
An der Spitze steht eine Präsidentin, also immer eine Frau. Dieser Umstand ist gerade bei einer Bewegung, der auch Priester und Bischöfe angehören, bemerkenswert. Die Präsidentin wird von einem Co-Präsidenten und einem Rat in den Leitungsaufgaben unterstützt.
Die Leitung der Territorialeinheiten (Zonen) ist zwei Zonenverantwortlichen (eine Frau und ein Mann) und einem so genannten Zonenrat anvertraut. Alljährlich finden sich die Zonenverantwortlichen aus aller Welt in Rom zu einer vierwöchigen Versammlung ein. Dort wird ein weltweiter Jahresrückblick und Austausch gehalten bzw. kristallisieren sich die globalen Hauptlinien für das jeweils nächste Jahr heraus. Dies soll ein „think global and act local“ fördern.
Nach dem Tod der Gründerin Chiara Lubich wurde am 11. Juli 2008 die 1937 geborene Maria Voce zur Präsidentin der Fokolarbewegung gewählt. Zum Co-Präsidenten wurde Giancarlo Faletti (* 1940) gewählt. Seit der Generalversammlung im September 2014 ist der Spanier Jésus Moràn Co-Präsident. Bei der Vollversammlung, die online Ende Januar 2021 abgehalten wurde, wurde Margaret Karram zur neuen Präsidentin gewählt, da das Amt nach dem aktuellen Statut auf maximal zweimal sechs Jahre beschränkt ist.

### Fokolar-Bewegung Deutschland
Die Fokolar-Bewegung e. V. Deutschland hat ihren Sitz in Eppelheim. Träger der größten Wohn- und Lebensgemeinschaft in Deutschland ist die Fokolar-Bewegung e. V. Ottmaring. In dem Friedberger Stadtteil wurde 1968 das Ökumenische Lebenszentrum Ottmaring durch die Fokolar-Bewegung und die evangelische Bruderschaft vom Gemeinsamen Leben (heute: Vereinigung vom Gemeinsamen Leben e. V.) geschaffen; die ökumenische Siedlung hat 120 ständige Bewohner (Stand 2016). In Deutschland ist die Fokolar-Bewegung Mitglied des Gesprächskreises Geistlicher Gemeinschaften, Bewegungen und Initiativen (GGG).

## Gesellschaftliches Engagement

### Neue Gesellschaft („New Humanity“)
Die gesellschaftlichen Aktivitäten der  Fokolarbewegung bündeln sich in New Humanity. New Humanity ist als Nichtregierungsorganisation mit Konsultativstatus beim Wirtschafts- und Sozialrat der Vereinten Nationen der UNO akkreditiert und unterhält Verbindungsbüros an den UN-Sitzen New York, Genf und Wien. Sie bildet u. a. auch ein Dach für Partnerorganisationen innerhalb und außerhalb der Fokolarbewegung.

### „Forum Politik und Geschwisterlichkeit“
Das Forum Politik und Geschwisterlichkeit ist eine Initiative der Fokolarbewegung, die 1996 in Neapel (Italien) entstanden ist. Seit 1996 treffen sich in verschiedenen Ländern Politiker unterschiedlicher Parteizugehörigkeit, um sich über gemeinsame Ziele und Projekte auszutauschen. Sie inspirieren sich dabei an der Spiritualität der Fokolarbewegung, insbesondere an der Idee der Geschwisterlichkeit, die sie im politischen Alltag in die Praxis umsetzen wollen. Gemeinsame Basis ist der Wunsch, Politik als Dienst am Menschen zu sehen und entsprechend zu gestalten, und in das Engagement Wähler einzubeziehen.

### Wirtschaft in Gemeinschaft
Unter dem Motto „Armut durch Wirtschaft beseitigen“ ist seit 1992 ein Netzwerk von etwa 750 Unternehmen unterschiedlicher Größe gewachsen, in dem ein Modell von menschengerechter Wirtschaft versucht wird. Leitbild ist – auf freiwilliger Basis – die Gütergemeinschaft der urchristlichen Gemeinde von Jerusalem. Der fair und nachhaltig erwirtschaftete Gewinn wird zu annähernd gleichen Teilen für drei Zielsetzungen verwendet: die Beseitigung von Not durch Direktzuwendungen oder Schaffung von Arbeitsplätzen, die Verbreitung einer „Kultur des Gebens“, die dem Modellversuch zugrunde liegt, und natürlich für die Weiterentwicklung des Betriebes.

### Universität
Im Oktober 2008 hat die Universität der Fokolarbewegung mit dem Namen „Sophia“ in Loppiano, vor den Toren von Florenz, ihren Lehrbetrieb aufgenommen. Voraussetzung für ein Master- und Doktoratsstudium ist das Bakkalaureat in einem beliebigen Fach. Das Studium ist interdisziplinär ausgerichtet und besteht vorerst aus zwei Zweigen: Philosophie/Theologie und Wirtschafts-/Politikwissenschaft. Piero Coda, zuvor Theologieprofessor an der Päpstlichen Lateranuniversität, ist der Rektor. Vizerektorin ist die amerikanische Mathematikerin und Theologin Judy Povilus. Dem Professorenkollegium gehören der Politikwissenschaftler Antonio M. Baggio (vorher Professor an der Gregoriana), der Mailänder Wirtschaftswissenschaftler Luigino Bruni und der französische Bibelwissenschaftler Gerard Rossè an. Die Universität will als Centre of Excellence neue methodische Wege gehen und beschränkt die Jahrgangszahlen auf 35 bis maximal 50 Studenten. Unter anderem soll so eine persönliche Zusammenarbeit zwischen Dozenten und Studenten gewährleistet werden, die auch das Studieren prägen soll. Mittelfristig sind Ableger in Afrika (Kamerun), Südamerika (Brasilien) und Asien geplant.

## Bekannte Mitglieder
Bekannte Fokolarini sind unter anderem der verstorbene italienische Parlamentarier und Schriftsteller Igino Giordani und der verstorbene Aachener Bischof Klaus Hemmerle, die beide als Mitbegründer der Fokolarbewegung gelten. Zur Erinnerung an Hemmerle vergibt die Fokolarbewegung alle zwei Jahre den undotierten Klaus-Hemmerle-Preis. Weitere bekannte Fokolarini sind der österreichische Bischof Wilhelm Krautwaschl aus der Diözese Graz-Seckau, der Vietnamese Francois-Xavier Kardinal Nguyen Van Thuan, der emeritierte Erzbischof von Prag Miloslav Kardinal Vlk und die Bischöfe von Dresden-Meißen, Joachim Reinelt (emeritiert) und Heinrich Timmerevers. Am 25. September 2010 wurde Chiara Luce Badano (1971–1990) seliggesprochen. Für Chiara Lubich läuft ebenfalls ein Seligsprechungsprozess, der mittlerweile von der Diözese Frascati auf den Vatikan übergegangen ist.